# Puerta de la Marina
La Puerta de la Marina es la puerta de acceso al Primer Recinto Fortificado de Melilla la Vieja , por el Frente de Mar, en la ciudad española de Melilla. Era la entrada principal para los que venían de la península ibérica desde el antiguo puerto de Melilla, actual Avenida General Macías y forma parte del Conjunto Histórico Artístico de la Ciudad de Melilla, un Bien de Interés Cultural

## Historia
Fue construida en 1680, perfeccionada en 1687, según diseño del ingeniero Octavio Meni y reconstruida entre 1794-1796.
A principios del siglo XX se encontraba en bastante mal estado, por lo que se Construyó la Escalera Monumental. que llegaba hasta el Torreón de la Cal

## Descripción
Está construida de piedra de la zona y de sillería para los muros y madera para los techos. Consta de un arco con un escudo sobre el que se sitúa un cuerpo de guardia, con aspilleras y rematado por almenas. Contaba con un puente levadizo.